# Innokenty Mikhaylovich Smoktunovsky
Innokenty Mikhaylovich Smoktunovsky (tiếng Nga: Иннокентий Михайлович Смоктуновский; họ khai sinh Smoktunovich, 28 tháng 3 năm 1925 – 3 Tháng 8 năm 1994) là một nam diễn viên Liên Xô được ca ngợi là "vua của các diễn viên Liên Xô". Ông được vinh danh là Nghệ sĩ nhân dân Liên Xô năm 1974 và Anh hùng lao động xã hội chủ nghĩa năm 1990.

## Tuổi thơ

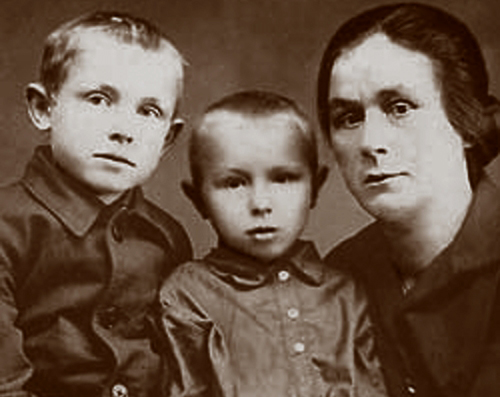
Smoktunovsky (trái) với em trai Vladimir và dì vào năm 1930

Smoktunovsky sinh ra tại một ngôi làng ở Siberia trong một gia đình nông dân thuộc dân tộc Belarus. Từng có tin đồn rằng ông xuất thân từ một gia đình Ba Lan, thậm chí là quý tộc, nhưng bản thân nam diễn viên đã bác bỏ những giả thuyết đó khi nói rằng gia đình anh là người Belarus và không thuộc dòng dõi quý tộc. Smoktunovsky phục vụ trong Hồng quân trong Thế chiến II. Năm 1946, ông tham gia một nhà hát ở Krasnoyarsk, sau đó chuyển đến Moskva. Năm 1957, ông được Georgy Tovstonogov mời tham gia Nhà hát kịch Bolshoi ở Leningrad, nơi ông đã khiến công chúng sửng sốt với cách diễn giải ấn tượng về Hoàng tử Myshkin trong Chàng ngốc của Dostoevsky. Một trong những vai diễn hay nhất của ông là vai chính trong vở kịch Sa hoàng Fyodor Ioannovich của Aleksey Konstantinovich Tolstoy (Nhà hát Maly, 1973).

## Sự nghiệp đóng phim

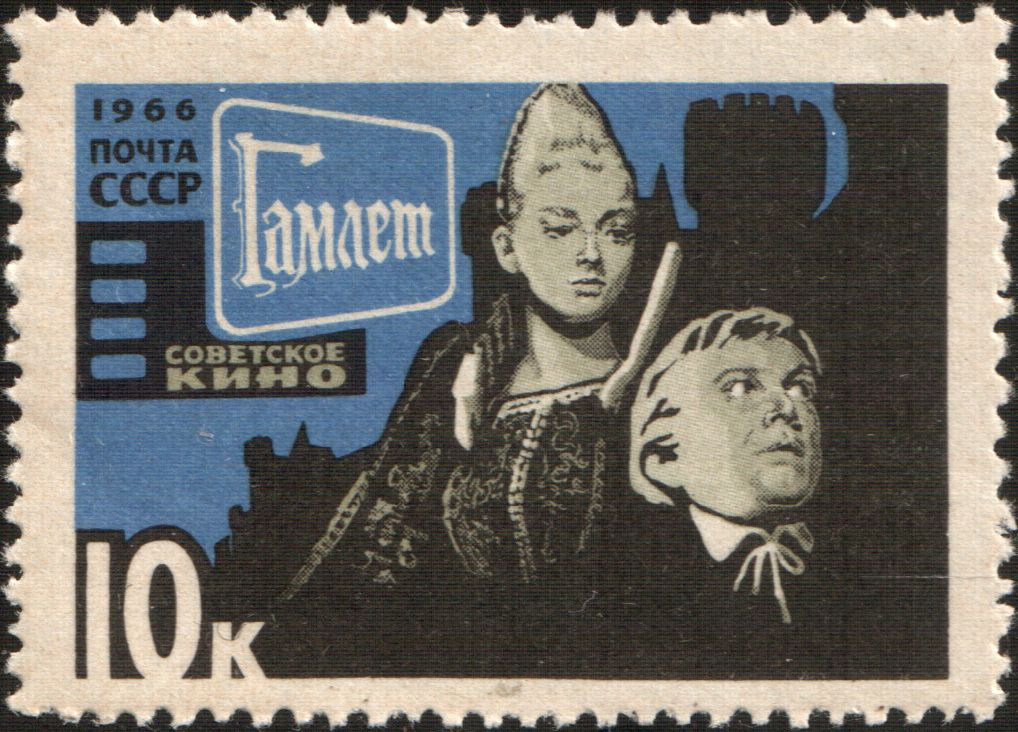
Smoktunovsky trong vai Hamlet với Anastasiya Vertinskaya trên tem Liên Xô năm 1966

Sự nghiệp điện ảnh của ông được khởi đầu bởi bộ phim Chín ngày trong một năm (1962) của Mikhail Romm. Năm 1964, anh được chọn vào vai Hamlet trong phiên bản màn ảnh nổi tiếng của Grigori Kozintsev trong vở kịch của Shakespeare, anh đã giành được lời khen ngợi từ Laurence Olivier cũng như giải thưởng Lenin. Nhiều nhà phê bình Anh thậm chí còn xếp Hamlet of Smoktunovsky cao hơn bản do Olivier thủ vai, vào thời điểm mà Olivier vẫn được coi là sung sức. Smoktunovsky đã tạo ra một bức chân dung anh hùng toàn vẹn, pha trộn với nhau những gì dường như không tương thích trước đây: sự giản dị nam tính và chủ nghĩa quý tộc tinh tế, lòng tốt và sự châm biếm nhẹ nhàng, một tư duy chế nhạo và biết tự quên mình.
Smoktunovsky được nhiều khán giả biết đến với vai Yuri Detochkin trong tác phẩm châm biếm thám tử Beware of the Car (1966) của Eldar Ryazanov, bộ phim tiết lộ năng khiếu truyện tranh nổi bật của nam diễn viên. Sau đó, ông đóng vai Pyotr Ilyich Tchaikovsky trong Tchaikovsky (1969), chú Vanya trong phiên bản màn ảnh của Andrei Konchalovsky trong vở kịch của Chekhov (1970), Người kể chuyện trong Andrei Tarkovsky's The Mirror (1975), một ông già trong Anatoly Efros's On Saturday and Never Again (1977), và Salieri trong Bi kịch nhỏ của Mikhail Schweitzer (1979) dựa trên vở kịch của Aleksandr Pushkin.
Năm 1990, Smoktunovsky giành được Giải thưởng Nika ở hạng mục Nam diễn viên chính xuất sắc nhất. Ông mất ngày 3 tháng 8 năm 1994, tại một viện điều dưỡng, thọ 69 tuổi. Tiểu hành tinh 4926 Smoktunovskij được đặt theo tên ông.

## Danh sách phim nổi bật
- 1956: Murder on Dante Street với vai Molodoy fascist
- 1957: Soldiers với vai Farber
- 1957: Storm với vai Muromtsev
- 1958: Close to Us với vai Andrey
- 1958: Den pervyy với vai V. A. Antonov-Ovseyenko
- 1958: Nochnoy gost với vai Pal Palych
- 1960: The Unsent Letter với vai Konstantin Sabinine
- 1961: Do budushchey vesny với vai Aleksey
- 1962: Visokosnyy god với vai Gennadi Kupriyanov
- 1962: Nine Days in One Year với vai Ilya Kulikov
- 1962: Mozart and Salieri với vai Wolfgang Amadeus Mozart
- 1964: Hamlet với vai Hamlet
- 1965: Posledniy mesyats oseni với vai Narrator (voice)
- 1965: On the Same Planet với vai Vladimir Lenin
- 1966: Beware of the Car với vai Yury Detochkin
- 1966: Pervyy posetitel với vai Lenin
- 1966: Malenkiy prints với vai Narrator (voice)
- 1969: Degree of Risk với vai Sasha
- 1969: Zhivoy trup với vai Ivan Petrovich (geniy)
- 1970: Tchaikovsky với vai Pyotr Ilyich Tchaikovsky
- 1970: Crime and Punishment với vai Porfiry Petrovitch
- 1970: Uncle Vanya với vai Ivan Voinitsky, Uncle Vanya
- 1972: Taming of the Fire với vai Konstantin Tsiolkovsky
- 1972: Ekhali v tramvaye Ilf i Petrov
- 1974: Ispolnenie zhelaniy
- 1974: Moscow-Cassiopeia với vai I.O.O. (Special Service Executive)
- 1974: A Lover's Romance với vai Trumpeter
- 1975: Mirror với vai Aleksei (voice)
- 1975: Teens in the Universe với vai I.O.O. (Special Service Executive)
- 1975: Dochki-materi với vai Vadim Antonovich Vasilyev
- 1975: They Fought for Their Country với vai Vrach-khirurg
- 1975: The Captivating Star of Happiness với vai Tsejdler
- 1975: Anna i komandor với vai Vadim Petrovich dramaturg
- 1975: Take Aim với vai Franklin D. Roosevelt
- 1975: Trust với vai Nikolay Bobrikov
- 1977: Legenda o Tile với vai Karl V
- 1977: Printsessa na goroshine với vai King
- 1978: The Steppe với vai Moisei Moiseyevich
- 1978: Vragi với vai Zakhar Bardin
- 1978: On Thursday and Never Again với vai Ivan Modestovich
- 1979: Osenniye kolokola
- 1979: Barkhatnyy sezon
- 1979: The Barrier với vai Antoni Manev
- 1980: Little Tragedies (TV Mini-Series) với vai Antonio Salieri / Old baron
- 1980: Moscow Does Not Believe in Tears với vai Himself
- 1981: Rozhdyonnye burey
- 1982: Krepysh
- 1983: Unikum
- 1983: Probuzhdenie với vai General Gippius
- 1983: Two Under One Umbrella với vai Till
- 1984: Dead Souls (TV Mini-Series) với vai Plushkin
- 1986: Strange Case of Dr Jekyll and Mr Hyde với vai Dr. Henry Jekyll
- 1985: Russia at the Beginning với vai Justinian I
- 1986: Poslednyaya doroga với vai Baron Geckern
- 1986: The Twentieth Century Approaches với vai Prime Minister Lord Thomas Bellinger
- 1987: Dark Eyes với vai Modest Petrovich, mayor
- 1987: Zagadochnyy naslednik
- 1987: Bez solntsa
- 1988: First Encounter - Last Encounter với vai Member of counter-intelligence
- 1988: Gardemarines ahead! (TV Mini-Series) với vai André-Hercule de Fleury
- 1988: Na iskhode nochi
- 1988: Zapretnaya zona
- 1988: Chyornyy koridor
- 1989: Pod nebom golubym với vai Sobolev (voice)
- 1990: Mother với vai governor
- 1990: Lovushka dlya odinokogo muzhchiny với vai Merlouche, artist
- 1990: Dina
- 1990: Damskiy portnoy với vai Isaak
- 1991: Genius với vai Gilya
- 1991: Otkroveniye Ioanna Pervopechatnika với vai Tsar Ivan IV the Terrible
- 1991: Liniya smerti
- 1991: Caccia alla vedova với vai Inquisitor
- 1992: Zoloto
- 1993: I Wanna Go to America với vai writer
- 1993: Gold với vai Don Diego
- 1994: Enchanted với vai taster
- 1995: Ubiytsa với vai Investigator
- 1996: Belyy prazdnik với vai The Professor
- 1998: Dandelion Wine với vai colonel Frehley